# Rodolfo Nogueira da Rocha Miranda
Rodolfo Nogueira da Rocha Miranda (Bananal, 8 de novembro de 1862 — São Paulo, 13 de novembro de 1943) foi um político brasileiro. Foi deputado constituinte em 1891 e ministro da Agricultura no Governo Nilo Peçanha, de 29 de novembro de 1909 a 15 de novembro de 1910.